# Ilha Vázquez
Ilha Vásquez é uma ilha entre as ilhas Fridtjof e Bob, localizada no lado sudeste da Ilha Wiencke, no Arquipélago Palmer. Ela foi mapeada pela primeira vez pela Expedição Antártica Francesa sob Jean-Baptiste Charcot, 1903–05. A ilha é mencionada num mapa governamental argentino da década de 50.